# Lipiny Górne-Lewki
Lipiny Górne-Lewki – wieś w Polsce położona w województwie lubelskim, w powiecie biłgorajskim, w gminie Potok Górny.
| SIMC    | Nazwa   | Rodzaj    |
| ------- | ------- | --------- |
| 0896373 | Popówka | część wsi |

Za czasów Królestwa Polskiego istniała gmina Lipiny. W latach 1975–1998 miejscowość administracyjnie należała do województwa zamojskiego. 
Wieś jest sołectwem w gminie Potok Górny. Według Narodowego Spisu Powszechnego z roku 2011 wieś liczyła 349 mieszkańców i była ósmą co do liczby ludności miejscowością gminy.
Wieś jest siedzibą rzymskokatolickiej parafii Matki Bożej Częstochowskiej w Lipinach Górnych.
Ludność zajmuje się głównie rolnictwem. Przez Lipiny Górne-Lewki przebiega szlak rowerowy Zaborszczyzny, działa tu również Ośrodek Zdrowia i lecznica dla zwierząt. Obok wsi (2 km od drogi Lipiny – Harasiuki) znajduje się leśne uroczysko Stoczek ze źródełkiem (ludzie wierzą w jego cudowną moc), przy którym stoi kapliczka z kopią obrazu Matki Boskiej Leżajskiej.